# Olivier de Reylof
Le baron Olivier de Reylof, est un poète et dramaturge belge de langue latine. Il naquit à Gand, pense-t-on vers 1670, et mourut dans sa ville natale le 13 avril 1742.
Trésorier de la ville de Gand, il fut créé baron de son nom de Reylof en 1712.
Malgré l'affaiblissement des lettres latines dans les Pays-Bas au XVIIIe siècle, Olivier de Reylof, en digne continuateur des écrivains de la Renaissance flamande, n'en produisit pas moins une œuvre latine de qualité dans laquelle selon l'abbé de Feller, il y a de la variété, de l'élégance et beaucoup de clarté.

## Œuvre poétique
- 1711 : ses Poematum libri tres, furent publiés en deux volumes et eurent deux rééditions en 1728 et 1730.
- 1738 : l'ensemble de son œuvre poétique vit le jour sous le titre Opera poetica omnia.

## Œuvre de tragédien
Il publia en 1735 l'ensemble de ses tragédies sous le titre Dramatum liber unus cum appendicula. Ce livre contient quatre tragédies latines.